# Liberečki kraj
Liberečki kraj (češki: Liberecký kraj) pokrajina je na sjeveru Češke uz tromeđu Češke, Njemačke i Poljske. Glavni grad je Liberec. Najveći dio pokrajine zauzimaju planine Krkonoše. Jug je dio Češke zavale. U pokrajinu ulazi istočni dio Lužičkog gorja (Lausitzer Gebirge) iz Njemačke. Pokrajinom teče rijeka Lužická Nisa koja izvire u Krkonošama.
Pokrajina je gusto naseljena (135 st/km2). Najveći gradovi su Liberec, Jablonec nad Nisou i Češká Lipa. Pokrajina je visoko industrijalizirana (industrija tekstila, stakla i strojeva) i dobro gospodarski razvijena.